# Наш приход
«Наш приход» — ежемесячный журнал, первоначально, совместное официальное издание двух приходов русских католиков византийского обряда в Берлине и Вене, с 1946 по 1964 год — Прихода Святой Троицы в Париже Русского апостолата в Зарубежье.

## Издание
Издавался на русском языке с 1936 года по 1964 год по инициативе двух соучредителей священников настоятелей приходов Владимира Длузского и Павла Гречишкина, с переездом последнего в 1946 году в Париж становится печатным органом Прихода Святой Троицы в Париже.

Настоящий бюллетень предназначается для тесного круга русских читателей, членов нашего прихода… и будет служить как бы продолжением предпринятых уже с этой целью бесед на наших еженедельных собраниях… Нашим старанием также будет по возможности созидать в среде русских, несущих тяжелое бремя изгнания, дух родственности, дух братской любви и дух единения, чтобы чувствовалась в сплоченной семье русских на чужбине «сердце и душа едина»..
В выходных данных место издания обозначено: Вена-Берлин. Берлинская часть издания посылкой по почте отсылалась в Вену и наоборот.
Первоначально текст

набирался на пишущей машинке"Ремингтон" или «Ундервоод», после которых буквы вылазят из рядов, словно необученные новобранцы.
. Машинку брали на прокат перед каждым выходом свежего номера, затем на собранные деньги была куплена собственная. Одним из жертвователей был священник словак Ян Кельнер (1912—1941).
С изданием сотрудничал доктор Кашинский, бывший организатор и управляющий Киевским издательством «Вернигора».
Начиная с № 1, за 1938 год выходит в двух частях, соответственно:
- «Отдел русско-католического прихода в Вене»
- «Отдел русско-католического прихода в Берлине».

## Разделы и характер публикаций
Публикации по темам богословия, церковно-исторические материалы, литургика, катехизация, апологетика, хроника жизни общин и событий, происходящих в русской диаспоре в целом и в жизни Русского апостолата. Печатались фрагменты произведений известных авторов, в рубрике библиография давались анонсы на актуальные книги других издательств.

## Известные авторы
- писатель Надежда Лаппо-Данилевская
- барон историк, юрист-межднародник Михаил Таубе
- профессор Михаил Гаврилов
- профессор Иван Пузына
- профессор Юрий Маклаков

## Итог
В Вене впервые появился на свет «Наш приход», выдержавший без малого четверть века своего существования. За это время у него были взлеты и падения, вроде запрещения его издательства со стороны национал социалистических немецких властей, но он вышел победителем из всех этих испытаний и снова достигает своего скромного апогея.

## Отдельные издания
Редакция журнала выпустила также несколько отдельных брошюр на русском языке:
- Устав и членская книжечка Братства им. Святителя и чудотворца Николая
- Краткий Молитвослов (утренние, повседневные и вечерние молитвы)
- Божественная Литургия Иоанна Златоуста (ноты на 3 голоса)
- Лития о усопших (ноты на 3 голоса)
- Пасхальные песнопения (ноты на 4 голоса)
- Песнопения Великого Повечерия под Рождество Христово (ноты на 4 голоса)
- Избранные песнопения Божественной Литургии для всеобщего использования (ноты на 2 голоса)

Сборник задуман и подготовлен к печати специально для нужд Венского прихода, но может быть предложен и всем любителям церковного пения по очень скромной цене, имеющей хотя бы отчасти, покрыть по его изданию расходы, не считая конечно, тяжелых мозолей, вложенных в труд самим издателем.
.
- Песнопения Страстной седмицы и Воскресной вечерни
- Песнопения Пасхи (Приложение к первой части издания «Божественная Литургия»)